# Archolaemus blax
Archolaemus blax is een straalvinnige vissensoort uit de familie van de Amerikaanse mesalen (Sternopygidae). De wetenschappelijke naam van de soort is voor het eerst geldig gepubliceerd in 1970 door Korringa.